# Langeais
Langeais là một xã trong vùng hành chính Centre-Val de Loire, thuộc tỉnh Indre-et-Loire, quận Chinon, tổng Langeais. Tọa độ địa lý của xã là 47° 19' vĩ độ bắc, 00° 24' kinh độ đông. Langeais nằm trên độ cao trung bình là m mét trên mực nước biển, có điểm thấp nhất là 36 mét và điểm cao nhất là 109 mét. Xã có diện tích 60,38 km², dân số vào thời điểm 1999 là 3865 người; mật độ dân số là 64 người/km².

## Thông tin nhân khẩu
| 1962  | 1968  | 1975  | 1982  | 1990  | 1999  |
| ----- | ----- | ----- | ----- | ----- | ----- |
| 3 849 | 3 907 | 3 902 | 4 142 | 3 960 | 3 865 |

## Các thành phố kết nghĩa
- Eppstein, Đức
- Gondar (Amarante), Bồ Đào Nha

## Địa điểm tham quan
- Lâu đài Langeais